# Fred Couples
Frederick Steven Couples (3 de outubro de 1959) é um jogador profissional de golfe dos Estados Unidos aposentado. Couples foi campeão do Masters de Golfe em 1992.

## Títulos

### Torneios Major´s (1)
| Ano  | Campeonato       | Resultados            | Margem    | Vice-campeão  |
| ---- | ---------------- | --------------------- | --------- | ------------- |
| 1992 | Masters de Golfe | −13 (69-67-69-70=275) | 2 tacadas | Raymond Floyd |